# Registre national des lieux historiques dans le comté de Nevada (Californie)

Localisation du comté de Nevada en Californie

Ceci est la liste des lieux historiques inscrits sur le registre national dans le comté de Nevada en Californie.
C'est censé être une liste exhaustive des propriétés et des districts des  lieux historiques du registre national dans le comté de Nevada, en Californie. Les coordonnées de latitude et longitude sont fournies pour la plupart des propriétés et les districts du registre national ; ces localisations peuvent être aperçus sur Google Map.
Il y a 23 propriétés et districts répertoriés sur le registre national dans le comté, dont un monument historique national.

## Liste actuelle
| Position | ID       | Type | Nom                                                      | Localisation | Ville                 | Date d'inscription | Image | Coordonnées                          | Description                               |
| -------- | -------- | ---- | -------------------------------------------------------- | --- | --------------------- | ------------------ | ----- | ------------------------------------ | ----------------------------------------- |
| 1        | 81000712 | NRHP | Boca Dam (en)                                            | Extrémité dus de Boca Reservoir                                                                                       | Truckee               | 25 mars 1981       |       | 39° 23′ 26″ nord, 120° 05′ 36″ ouest |                                           |
| 2        | 71000168 | NRHP | Pont couvert de Bridgeport                               | Au sud-ouest de French Corral sur la rivière Yuba (branche sud).                                                      | French Corral (en)    | 14 juillet 1971    |       | 39° 17′ 01″ nord, 121° 11′ 40″ ouest |                                           |
| 3        | 09000803 | HD   | Commercial Row-Brickelltown Historic District (en)       | Pratiquement le côté nord de Donner Pass Rd. de Bridge St. vers l'ouest approximativement à 1 700 pieds (518 mètres). | Truckee               | 8 octobre 2009     |       | 39° 19′ 39″ nord, 120° 11′ 12″ ouest |                                           |
| 4        | 10000157 | NRHP | Davis Mill (en)                                          | Au large de North Bloomfield Road ; à 3 milles (4,8 kilomètres) au nord-est de Nevada City                            | Nevada City           | 1er avril 2010     |       | 39° 17′ 26″ nord, 120° 59′ 18″ ouest |                                           |
| 5        | 66000218 | NHL  | Camp Donner                                              | 2,6 milles (4,2 km) à l'ouest de Truckee sur la route U.S. 40                                                         | Truckee               | 15 octobre 1966    |       | 39° 21′ 18″ nord, 120° 11′ 27″ ouest |                                           |
| 6        | 77000318 | HD   | Empire Mine (en)                                         | Sud-est de Grass Valley au 338 E. Empire St.                                                                          | Grass Valley          | 9 décembre 1977    |       | 39° 12′ 13″ nord, 121° 02′ 34″ ouest | Augmentation des limites le 10 avril 2013 |
| 7        | 81000180 | NRHP | Foote's Crossing Road (en)                               | Tahoe National Forest                                                                                                 | North Columbia (en)   | 29 janvier 1981    |       | 39° 24′ 53″ nord, 120° 57′ 35″ ouest |                                           |
| 8        | 92000267 | NRHP | Grass Valley Public Library (en)                         | 207 Mill St. | Grass Valley          | 26 mars 1992       |       | 39° 12′ 58″ nord, 121° 03′ 50″ ouest |                                           |
| 9        | 82002220 | NRHP | Kruger House (en)                                        | 10292 Donner Pass Rd.                                                                                                 | Truckee               | 17 juin 1982       |       | 39° 19′ 35″ nord, 120° 11′ 18″ ouest |                                           |
| 10       | 73000418 | HD   | Malakoff Diggins-North Bloomfield Historic District (en) | Graniteville Star Route                                                                                               | North Bloomfield (en) | 11 avril 1973      |       | 39° 22′ 16″ nord, 120° 54′ 44″ ouest |                                           |
| 11       | 73000415 | NRHP | Martin Luther Marsh House (en)                           | 254 Boulder St. | Nevada City           | 11 avril 1973      |       | 39° 16′ 03″ nord, 121° 00′ 32″ ouest |                                           |
| 12       | 71000169 | NRHP | Meadow Lake Petroglyphs (en)                             | Adresse restreinte | French Lake (en)      | 6 mai 1971         |       |                                      |                                           |
| 13       | 74000543 | NRHP | Mount St. Mary's Academy and Convent (en)                | Church and Chapel Sts.                                                                                                | Grass Valley          | 3 mai 1974         |       | 39° 12′ 53″ nord, 121° 04′ 03″ ouest |                                           |
| 14       | 73000416 | NRHP | National Exchange Hotel (en)                             | 211 Broad St. | Nevada City           | 25 octobre 1973    |       | 39° 15′ 45″ nord, 121° 01′ 01″ ouest |                                           |
| 15       | 85002303 | NRHP | Nevada Brewery (en)                                      | 107 Sacramento St. | Nevada City           | 12 septembre 1985  |       | 39° 15′ 42″ nord, 121° 00′ 53″ ouest |                                           |
| 16       | 85002520 | HD   | Nevada City Downtown Historic District (en)              | Pratiquement limité par les Spring, Bridge, Commercial, York, Washington, Coyote, at Main Sts.                        | Nevada City           | 23 septembre 1985  |       | 39° 15′ 47″ nord, 121° 01′ 03″ ouest |                                           |
| 17       | 74000544 | NRHP | Nevada City Firehouse No. 2 (en)                         | 420 Broad St. | Nevada City           | 3 mai 1974         |       | 39° 15′ 47″ nord, 121° 01′ 09″ ouest |                                           |
| 18       | 90001809 | NRHP | Nevada City Free Public Library (en)                     | 211 N. Pine St. | Nevada City           | 10 décembre 1990   |       | 39° 15′ 52″ nord, 121° 00′ 59″ ouest |                                           |
| 19       | 73000417 | NRHP | Nevada Theatre (en)                                      | Broad and Bridge Sts.                                                                                                 | Nevada City           | 14 mars 1973       |       | 39° 15′ 47″ nord, 121° 01′ 09″ ouest |                                           |
| 20       | 10001191 | NRHP | North Star House (en)                                    | 12075 Old Auburn Rd.                                                                                                  | Grass Valley          | 1er février 2011   |       | 39° 11′ 39″ nord, 121° 04′ 35″ ouest |                                           |
| 21       | 75000447 | NRHP | Ott's Assay Office (en)                                  | 130 Main St. | Nevada City           | 14 avril 1975      |       | 39° 15′ 47″ nord, 121° 00′ 56″ ouest |                                           |
| 22       | 01000968 | NRHP | Red Dog Townsite (en)                                    | Adresse restreinte | Nevada City           | 14 septembre 2001  |       |                                      |                                           |
| 23       | 80000825 | NRHP | Aaron A. Sargent House (en)                              | 449 Broad St. | Nevada City           | 20 juin 1980       |       | 39° 15′ 49″ nord, 121° 01′ 14″ ouest |                                           |